# Isla San Pedro Nolasco
Isla San Pedro Nolasco ist eine unbewohnte mexikanische Insel im Golf von Kalifornien. Die Insel gehört administrativ zur Gemeinde (municipio) Guaymas des Bundesstaats Sonora. Sie ist benannt nach dem Heiligen Petrus Nolascus (spanisch Pedro Nolasco), dem Gründer des Mercedarier-Ordens.

## Geographie
Die Insel liegt vergleichsweise isoliert 12 km vor der Küste von Sonora und 52 km westlich von Guaymas, dem Hauptort der Gemeinde. San Pedro Nolasco ist 4,2 km lang, bis zu 1,2 km breit und weist eine Fläche von 3,5 km² auf. Die bergige, aride und karge Insel erreicht eine Höhe von 362 m über dem Meer. Sie war Heimat der endemischen und unterdessen ausgestorbenen Pemberton-Hirschmaus (Peromyscus pembertoni). Eine endemische Reptilienart ist Ctenosaura nolascensis.